# Хајгенбрикен
Хајгенбрикен (њем. Heigenbrücken) општина је у њемачкој савезној држави Баварска. Једно је од 32 општинска средишта округа Ашафенбург. Према процјени из 2010. у општини је живјело 2.289 становника. Посједује регионалну шифру (AGS) 9671126.

## Географски и демографски подаци
Хајгенбрикен се налази у савезној држави Баварска у округу Ашафенбург. Општина се налази на надморској висини од 260–500 метара. Површина општине износи 6,7 km². У самом мјесту је, према процјени из 2010. године, живјело 2.289 становника. Просјечна густина становништва износи 340 становника/km².